# Roxette Sweden Live
Roxette Sweden Live lub Sweden Live – koncert video szwedzkiego duetu muzycznego Roxette, wydany nakładem Toshiba EMI na kasetach VHS i LaserDiscu w dniu 17 lutego 1989. Zawiera on nagranie koncertu, który grupa dała w miastach Himmelstalundshallen i Norrköping w Szwecji 16 grudnia 1988 roku.

## Lista utworów
1. „Dressed for Success”
2. „The Look”
3. „Cry”
4. „Joy of a Toy”
5. „Surrender”
6. „Neverending Love”
7. „Dance Away”
8. „Dangerous”
9. „Soul Deep”
10. „Listen to Your Heart”